# 岡本ハーベストこども園
岡本ハーベストこども園　とは、兵庫県神戸市東灘区にある認定こども園。社会福祉法人ハーベストが運営する。
経営母体は、姫路女学院高等学校を運営する学校法人摺河学園。

## 概要
2007年設立。

設立理念「大きな器づくり」のもとで保育を行う。
「大きな器づくり」とは、幼少期に多くの知識・技能を教えこむのではなく、子どもたちがその先の人生で学ぶことをよりよく吸収するための「器」＝「未来を切り拓く力」を大きくしようという考え方である。

保育カリキュラムにリトミックを、遊具に安田式遊具を採用している。

3歳以上の子どもの通園服に、アパレルメーカーファミリアのオリジナル制服を採用している。

## 保育・教育理念
建学の精神

地域社会と時代の要求に応じ、可能性豊かな子どもたちを心身ともに健やかに育成するとともに、

「大きな器づくり」という観点に立ち、望ましい未来を切り拓く力を培うことを通じて、

あるべき日本の未来社会の構築に貢献する。

保育・教育方針
1. 日本の伝統的美風に基づく真・善・美を兼ね備えた人間として必要な教養を育むとともに、社会性やコミュニケーション能力の養成に努める。
2. 知・情・体の調和のとれた保育・教育を実践することにより、自己の判断と責任のもとに行動する「自律心」を養成する。
3. 家庭や地域との連携を重視し、開かれた保育園の運営に努めるとともに、地域社会における子育て支援に貢献する。

園訓

誠実……真面目で誠意のある子どもを育てる
敬愛……やさしく思いやりのある子どもを育てる
礼節……礼儀正しく品位のある子どもを育てる

## 特徴
知・情・体の調和のとれた保育および教育を行う。

岡本ハーベストこども園の7つのこだわり
- 礼儀正しい挨拶や感謝の気持ちを大切にします。
- 読み聞かせを毎日行います。
- リトミックをすべての年齢に導入します。
- 手づくりの感覚教具を活かします。
- 本気で遊びに打ち込める環境を整えます。
- こだわりの完全給食で、食べる幸せを味わいます。
- 個人ベッドを使い、一人一人の心地よい昼寝を誘います。

## 建築
園舎設計にあたって、「子どもの王国」をコンセプトとした。